# Рудольф Кнер
Рудольф Кнер (нім. Rudolf Kner; 1810–1869) — австрійський зоолог, іхтіолог, геолог.
Вивчав у Відні медицину. У 1836 став практикантом у зоологічному відділення придворного кабінету натуралій і зайнявся іхтіологією. З 1841 року працював професором природознавства у Львові, з 1849 року — професор зоології у Відні. Здійснив експедиції у 1852 році в Істрію і до островів Кварнеро, у 1863 і 1867 роках — по північній Німеччині, Данії та Скандинавії.
Опублікував книги «Підручник зоології» (Lehrbuch der Zoologie, 1849); «Керівництво по вивченню геології» (Leitfaden zum Studium der Geologie, 1851). Велике значення мала свого часу видана Кнером разом з Йоганном Геккелем «Прісноводні риби австрійської монархії» («Die Süsswasserfische der österreichischen Monarchie», Лейпциг, 1858). Кнер був чудовим класифікатором риб і добре знав палеонтологію; в тому відношенні цікавою є його книга: «Міркування про ганоїдів як про природний ряд» («Betrachtungen über die Ganoiden als natürliche Ordnung», 1867).